# Veľký Klíž
Veľký Klíž ist eine Gemeinde in der West-Mitte der Slowakei mit 845 Einwohnern (Stand 31. Dezember 2024), die zum Okres Partizánske, einem Teil des Trenčiansky kraj, gehört.

## Geographie
Die Gemeinde befindet sich am Nordhang des Tribetzgebirges in einem Seitental des Baches Vyčoma im Flusssystem Nitra. Der nordwestliche Teil des Gemeindegebietes erstreckt sich auf einem entwaldeten Hügelland, der andere Teil ist vom dicht bewaldeten Bergland geprägt. Das Ortszentrum liegt auf einer Höhe von 250 m n.m. und ist 15 Kilometer von Partizánske sowie 20 Kilometer von Topoľčany entfernt.
Nachbargemeinden sind Brodzany im Norden, Kolačno im Nordosten, Veľké Uherce im Osten, Skýcov im Südosten, kurz Žikava im Süden, Ješkova Ves im Westen und Klátova Nová Ves und Turčianky im Nordwesten.

## Geschichte

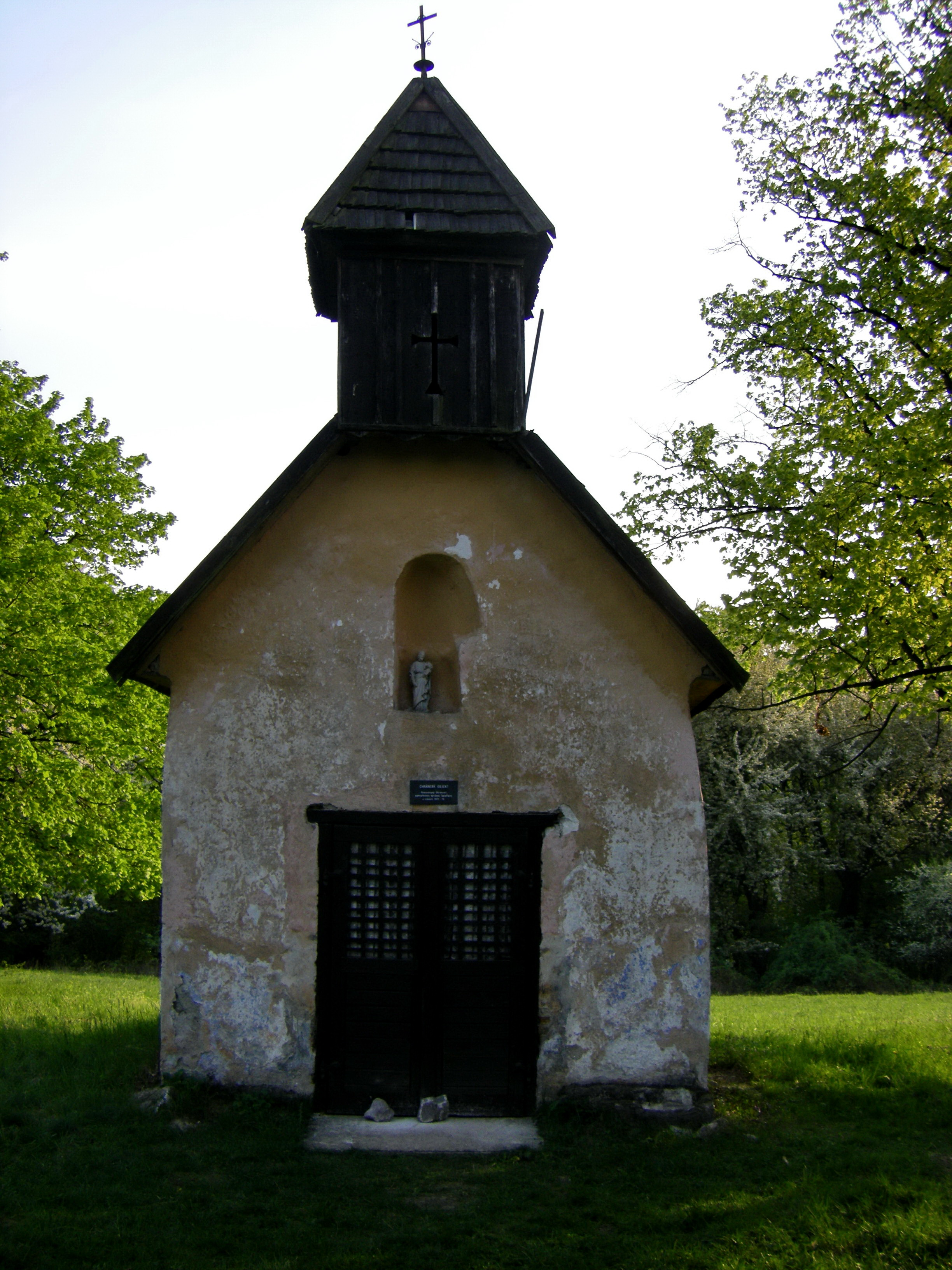
Johannes-Nepomuk-Kapelle am Berg Vrchhora

Die heutige Gemeinde Veľký Klíž entstand 1964 durch Zusammenschluss der Orte Ješkova Ves (seit 1990 wieder selbständig), Klíž (ungarisch Apátkolos – bis 1907 Kolos) und Klížske Hradište (bis 1927 slowakisch „Klíž Hradište“; ungarisch Nagykolos – bis 1900 Koloshradistye).
Klíž wurde zum ersten Mal 1244 als Clus schriftlich erwähnt und entwickelte sich aus einem schon gegen 1070 während der Herrschaft von Ladislaus I. gegründeten Benediktinerkloster, das später zur Abtei hochgestuft wurde. Dieses besaß Marktrecht und war Sitz eines Herrschaftsguts. 1541 eroberte Raubritter Rafael Podmaniczky die Abtei und ließ sie zu einer befestigten Anlage ausbauen; 1553 hatte die Ortschaft drei Porta. Nach dessen Tod im Jahre 1558 wurde 1562 die gesamte Anlage geschleift und die Abtei nicht mehr wiedergegründet. 1828 zählte man 62 Häuser und 434 Einwohner.
Klížske Hradište wurde zum ersten Mal 1293 als Haradische schriftlich erwähnt und gehörte zum oben erwähnten Herrschaftsguts von Klíž. 1553 hatte die Ortschaft insgesamt fünfeinhalb Porta, 1828 zählte man 56 Häuser und 388 Einwohner.
Bis 1918 gehörten beide im Komitat Neutra liegenden Orte zum Königreich Ungarn und kamen danach zur Tschechoslowakei beziehungsweise heute Slowakei.

## Bevölkerung
| Jahr                | 1994 | 2004     | 2014    | 2024    |
| ------------------- | ---- | -------- | ------- | ------- |
| Anzahl der Personen | 1018 | 916      | 894     | 845     |
| Unterschied         |      | −10,01 % | −2,40 % | −5,48 % |

| Jahr                | 2023 | 2024    |
| ------------------- | ---- | ------- |
| Anzahl der Personen | 847  | 845     |
| Unterschied         |      | −0,23 % |

Gemäß der Volkszählung 2011 wohnten in Veľký Klíž 921 Einwohner, davon 875 Slowaken, sieben Tschechen und jeweils ein Magyare, Mährer und Ukrainer; drei Einwohner gehörten einer anderen Ethnie an. 33 Einwohner machten diesbezüglich keine Angabe. 806 Einwohner bekannten sich zur römisch-katholischen Kirche, vier Einwohner zur evangelischen Kirche A. B. und zwei Einwohner zur griechisch-katholischen Kirche. 50 Einwohner waren konfessionslos und bei 59 Einwohnern wurde die Konfession nicht ermittelt.

## Bauwerke
- römisch-katholische Erzengel-Michael-Kirche am örtlichen Friedhof im romanischen Stil aus dem 12. Jahrhundert, nach 1828 verlassen, 1936 erneuert
- römisch-katholische Allerheiligenkirche im klassizistischen Stil aus dem Jahr 1803
- Johannes-Nepomuk-Kapelle im barocken Stil aus dem Jahr 1740 sowie Ruinen einer Kirche aus dem Jahr 1706 am Berg Vrchhora